# On Your Feet or on Your Knees
On Your Feet or on Your Knees je první koncertní album americké hardrockové skupiny Blue Öyster Cult. Vydáno bylo v únoru roku 1975 společností Columbia Records a jeho producenty byli Murray Krugman a Sandy Pearlman. Obsahuje po třech písní z prvních tří alb kapely a dále tři nevydané písně, z toho dvě coververze a jednu instrumentální skladbu. Nahrávky byly pořízeny při několika různých koncertech. V hitparádě Billboard 200 se album umístilo na 22. příčce.

## Seznam skladeb
| Pořadí | Název                              | Autor                                          | Původní album               | Délka |
| ------ | ---------------------------------- | ---------------------------------------------- | --------------------------- | ----- |
| 1.     | Subhuman                           | Eric Bloom, Sandy Pearlman                     | Secret Treaties (1974)      | 7:30  |
| 2.     | Harvester of Eyes                  | Donald Roeser, Bloom, Richard Meltzer          | Secret Treaties (1974)      | 4:55  |
| 3.     | Hot Rails to Hell                  | Joe Bouchard                                   | Tyranny and Mutation (1973) | 5:55  |
| 4.     | The Red and the Black              | Albert Bouchard, Bloom, Pearlman               | Tyranny and Mutation (1973) | 4:33  |
| 5.     | 7 Screaming Diz-Busters            | A. Bouchard, J. Bouchard, Pearlman, Roeser     | Tyranny and Mutation (1973) | 8:27  |
| 6.     | Buck's Boogie                      | Roeser                                         | —                           | 7:40  |
| 7.     | Then Came the Last Days of May     | Roeser                                         | Blue Öyster Cult (1972)     | 4:35  |
| 8.     | Cities on Flame with Rock-And-Roll | Roeser, A. Bouchard, Pearlman                  | Blue Öyster Cult (1972)     | 4:08  |
| 9.     | ME 262                             | Bloom, Roeser, Pearlman                        | Secret Treaties (1974)      | 8:47  |
| 10.    | Before the Kiss (A Redcap)         | Allen Lanier, Murray Krugman, Roeser, Pearlman | Blue Öyster Cult (1972)     | 5:05  |
| 11.    | Maserati GT (I Ain't Got You)      | Calvin Carter                                  | —                           | 8:59  |
| 12.    | Born to Be Wild                    | Mars Bonfire                                   | —                           | 6:36  |

## Obsazení
- Eric Bloom – zpěv, kytara, syntezátor
- Donald „Buck Dharma“ Roeser – kytara, zpěv
- Allen Lanier – kytara, klávesy
- Joe Bouchard – baskytara, zpěv
- Albert Bouchard – bicí, kytara, zpěv